# Calospatha fagicola
Calospatha fagicola är en tvåvingeart som beskrevs av Jean-Jacques Kieffer 1913. Calospatha fagicola ingår i släktet Calospatha och familjen gallmyggor.
Artens utbredningsområde är Frankrike. Inga underarter finns listade i Catalogue of Life.